# Lachnorhiza
Lachnorhiza es un género de plantas con flores perteneciente a la familia   Asteraceae. es un género de plantas fanerógamas perteneciente a la familia de las asteráceas. Comprende 3 especies descritas y de estas, solo 2 aceptadas.

## Taxonomía
El género fue descrito por Achille Richard y publicado en Historia Física Política y Natural de la Isla de Cuba, Botánica 11: 34. 1850. También en Fl. Cub. Fanerog. ii. 34 (1853). La especie tipo es Lachnorhiza piloselloides A.Rich.

## Especies aceptadas
A continuación se brinda un listado de las especies del género Lachnorhiza aceptadas hasta julio de 2012, ordenadas alfabéticamente. Para cada una se indica el nombre binomial seguido del autor, abreviado según las convenciones y usos.
- Lachnorhiza micrantha (Borhidi) Borhidi
- Lachnorhiza piloselloides A.Rich.